# Baker Lake
Baker Lake (Inuktitut: "onde o rio cresce") é uma povoado inuit,na região de Kivalliq em Nunavut, Canadá. Localizada a 320 km do interior da Baía de Hudson, ficando próxima ao centro geográfico do país. O povoado está localizado na embocadura do Rio Thelon no margem do Lago Baker. O nome em inglês foi dado ao povoado em 1761 pelo Capitão William Christopher que a nomeou depois de Sir William Baker, 11º Governador da Companhia da Baía de Hudson.